# Gun Johansson
Gun Johansson, född 6 januari 1943,  är en svensk före detta friidrottare (diskuskastning). Hon tävlade för Malmö AI.